# DB Mobility Logistics
Die DB Mobility Logistics AG (DB ML AG) war eine aus der Stinnes AG hervorgegangene Aktiengesellschaft im Alleinbesitz der Deutschen Bahn AG.
In der DB ML wurden zur Vorbereitung des 2008 angestrebten teilweisen Verkaufs der Aktienanteile des Eisenbahnverkehrsunternehmens und des Bereiches Dienstleistungen der Deutschen Bahn verschiedene Aktivitäten gebündelt.
Die DB ML wurde am 26. August 2016 rückwirkend zum 1. Januar 2016 im Zuge der Neuausrichtung des DB-Konzerns aufgelöst und die Tochtergesellschaften wieder konzernnah zurückgeführt. Damit sollen Doppelarbeiten vermieden und Kosten gespart werden.

## Struktur
Folgende bisherige direkte Tochtergesellschaften der Deutschen Bahn waren unter der DB ML zusammengeführt worden (Auswahl):
- DB Fernverkehr
- DB Regio
- DB Systel
- DB Vertrieb
- DB Stadtverkehr
- DB Arriva
- DB Dienstleistungen
- Schenker
- DB Gastronomie GmbH
- DB Czech Holding s.r.o. (ehemals: Abellio CZ)

letzter Vorstand:
- Rüdiger Grube (Vorsitzender, seit 2009)
- Berthold Huber (Verkehr und Transport, seit 2015)
- Volker Kefer (Systemverbund, Dienstleistungen, seit 2009)
- Ronald Pofalla (Wirtschaft, Recht und Regulierung, seit 2015)
- Richard Lutz (Finanzen und Controlling, seit 2010)
- Ulrich Weber (Personal, seit 2009)

Rüdiger Grube, Richard Lutz, Ulrich Weber und Volker Kefer nahmen in Personalunion entsprechende Aufgaben auch im Vorstand der Muttergesellschaft Deutsche Bahn wahr.

## Geschichte
Das Unternehmen entstand am 6. Februar 2008 durch Umbenennung der Stinnes AG, um einen Teil der Deutschen Bahn an private Investoren veräußern zu können, ohne die in der Deutschen Bahn verbleibenden Infrastrukturunternehmen zu tangieren, die weiterhin vollständig im Eigentum der Bundesrepublik Deutschland bleiben sollen.
24,9 % der Stimmrechtsanteile sollten ab dem 27. Oktober 2008 an private Investoren veräußert werden. Am 9. Oktober 2008 wurde der Börsengang aufgrund der Unsicherheiten auf den Finanzmärkten auf unbestimmte Zeit verschoben.
Am 15. Juli 2016 wurde die DB Mobility Logistics AG auf die Deutsche Bahn AG verschmolzen. Damit existiert die Gesellschaft nicht mehr.